# 1598 en France
Chronologie de la France
- 1594
- 1595
- 1596
- 1597
- 1598
- 1599
- 1600
- 1601
- 1602

## Événements
- Janvier : édit supprimant des lettres de noblesse et les exemptions de tailles accordées depuis vingt ans[1].
- 13 février : les habitants de Dinan ouvrent les portes de leur ville aux troupes royales du maréchal de Brissac[2].
- 20 mars : traité d’Angers. soumission des ligueurs bretons en échange de 4 295 000 livres. Françoise, la fille du duc de Mercœur épouse en 1609 César de Vendôme, fils du roi et de Gabrielle d’Estrées[3].
- 29 mars : démission de l’évêque de Paris et cardinal de Retz Pierre de Gondi. Son neveu Henri lui succède[4].

- 13 avril : entrée solennelle du roi Henri IV et de la cour à Nantes[5].
- fin avril : Henri IV[6] promulgue l’édit de Nantes qui met fin aux guerres de religion[5] et accordant aux protestants la liberté de culte dans certains lieux (deux villes par bailliage, sauf à Paris et aux alentours) et une liberté totale de conscience, l’amnistie, des « chambres mi-parties » (Paris, Bordeaux, Grenoble, Castres), l’accès à tous les emplois, le droit de porter des remontrances au roi et une centaine de places de sûreté. La religion catholique est partout rétablie, restaurée dans ses biens, et autorisée à lever des dîmes que tous doivent payer. Compromis imposé par l’épuisement des partis, l'édit crée un véritable État dans l’État.
  - Après 1598, les huguenots sont 903 000 en France, plus 112 000 Béarnais[7].

- 2 mai : traité de Vervins ; les Espagnols sont chassés de France (Bretagne, Nord), sauf à Cambrai[8].
- 10 mai : Henri IV ordonne par lettres patentes la reprise des travaux du pont Neuf, à Paris ; elle commence en 1599[9].

- 10 juillet : Maximilien de Béthune rachète tous ses droits sur Rosny à son frère Philippe de Béthune[10]. Entre cette date et le 1er janvier 1599, Rosny devient surintendant des finances[11].

- 4 août : ordonnance de Monceaux, qui réglemente le port d’armes[12].
- 23 août : instruction du roi pour l’égalité et règlement des tailles, enregistré par la cour des aides de Paris le 2 septembre. Le roi envoie des commissaires chargés d’enquêter sur les usurpations de noblesse[13].

- Décembre : suppression des bureaux des trésoriers de France[14]. Ils sont rétablis en 1607.

## Naissances en 1598
- x

## Décès en 1598
- x